# Саут-Джордан
Са́ут-Джо́рдан (англ. South Jordan) — город в округе Солт-Лейк (Юта, США). Саутт-Джордан соединён со столицей штата Юта Солт-Лейк-Сити линией скоростного трамвая.
Площадь — 54,4 км². Население — 59 366 человек (10-я строчка в списке крупнейших городов штата).

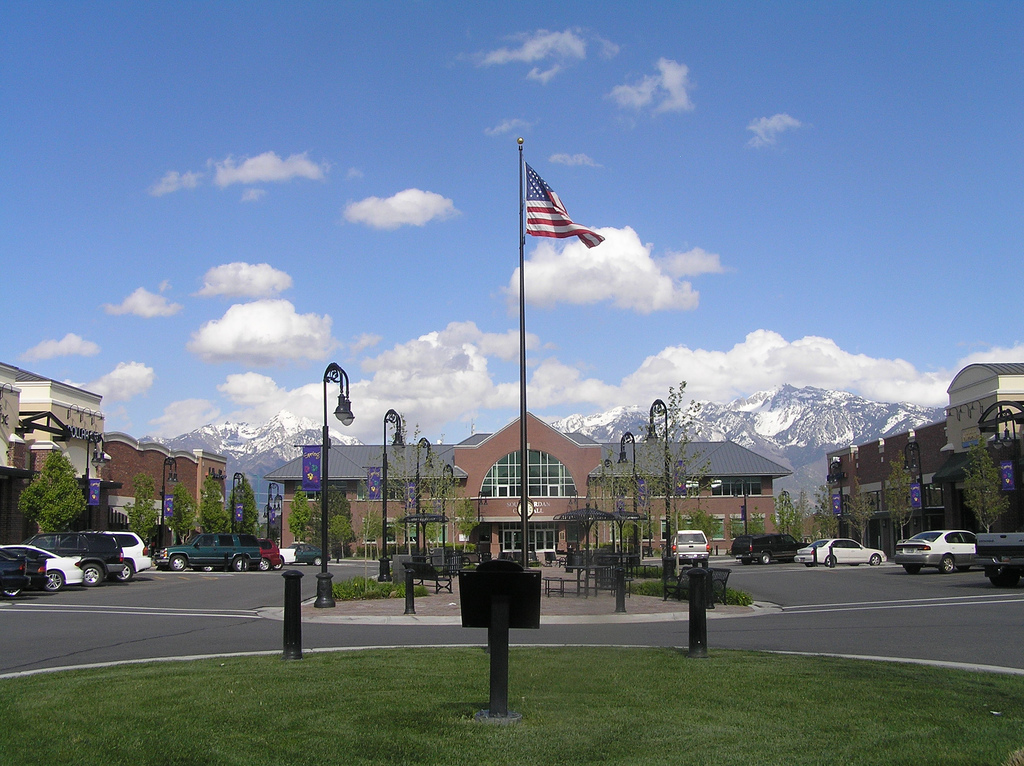

## Население
- Расовый состав: европеоидная 95,51%, негроидная 0,3%, американоидная 0,1%, монголоидная 1,01%, австралоидная 0,48%, прочие 1,29%, две и больше рас 1,39%.
- Возраст населения: 39,2% менее 18 лет, 10,5%  18—24 года, 27,1% 25—44 лет, 18,5% 45—64 лет и 4,7% более 65 лет.
- Образование представлено Университет Южной Невады (University of Southern Nevada), колледж округа Солт-Лейк, Джорданский школьный округ (Jordan School District): по две школы из трёх уровней.